# 益阳站
益阳站是石长铁路及与之共线的洛湛铁路上的一个车站，位于湖南省益阳市赫山区迎宾西路445号，1997年12月26日开工，次年10月1日与石长铁路一同开通，现由广州局集团长沙车务段管辖，等级为二等站，目前有约30班图定列车停靠该站。车站站场设有10条到发线（含正线）、5条调车线、基本站台和岛式站台各一座，并设有通往机务运用车间和粮食储备库的专用线。
石长铁路益阳段計劃进行外迁工程，在益阳城区南侧新建益阳南站，除石长铁路外还接入厦渝、呼南通道常益长高速铁路等线路。